# 카롤린 아베
카롤린 아녜스 아베(프랑스어: Caroline Agnès Abbé, 1988년 1월 13일 ~ )는 스위스의 여자 축구 선수이다. 포지션은 수비수이며, 현재 스위스 나티오날리가 A의 FC 취리히 프라우엔에서 활약하고 있다.

## 클럽 경력
2006년부터 2011년까지 스위스 나티오날리가 A 소속 클럽인 FC 이베르동 페미냉 소속으로 뛰던 동안에 이베르동 페미냉의 스위스 여자컵 2회 우승(2010 시즌, 2011 시즌)을 이끌었으며 2011-12 시즌에서는 독일 프라우엔-분데스리가 여름 이적 시장을 통해 SC 프라이부르크로 이적했다.
2014년에는 바이에른 뮌헨으로 이적했고 2014-15 시즌, 2015-16 시즌에서 바이에른 뮌헨의 프라우엔-분데스리가 우승을 이끌었다. 2017년 6월에 FC 취리히 프라우엔으로 이적하면서 스위스 무대에 복귀했다.

## 국가대표 경력
2006년 2월 25일에 열린 덴마크와의 경기에 처음 출전하면서 스위스 여자 축구 국가대표팀 선수로 데뷔했다. 2015년 3월 4일에 열린 아이슬란드와의 알가르브컵 경기에서 A매치 100경기 출전 기록을 수립했고 2015년 FIFA 여자 월드컵, UEFA 여자 유로 2017에 참가했다.

## 수상
이베르동 페미냉
- 스위스 여자컵 2회 우승 (2010, 2011)

바이에른 뮌헨
- 프라우엔-분데스리가 2회 우승 (2014-15, 2015-16)